# Redlynch (Wiltshire)
Redlynch – osada w Anglii, w hrabstwie Wiltshire. Leży 11 km na południowy wschód od miasta Salisbury i 125 km na południowy zachód od Londynu. W 2001 miejscowość liczyła 3475 mieszkańców.